# Polvo

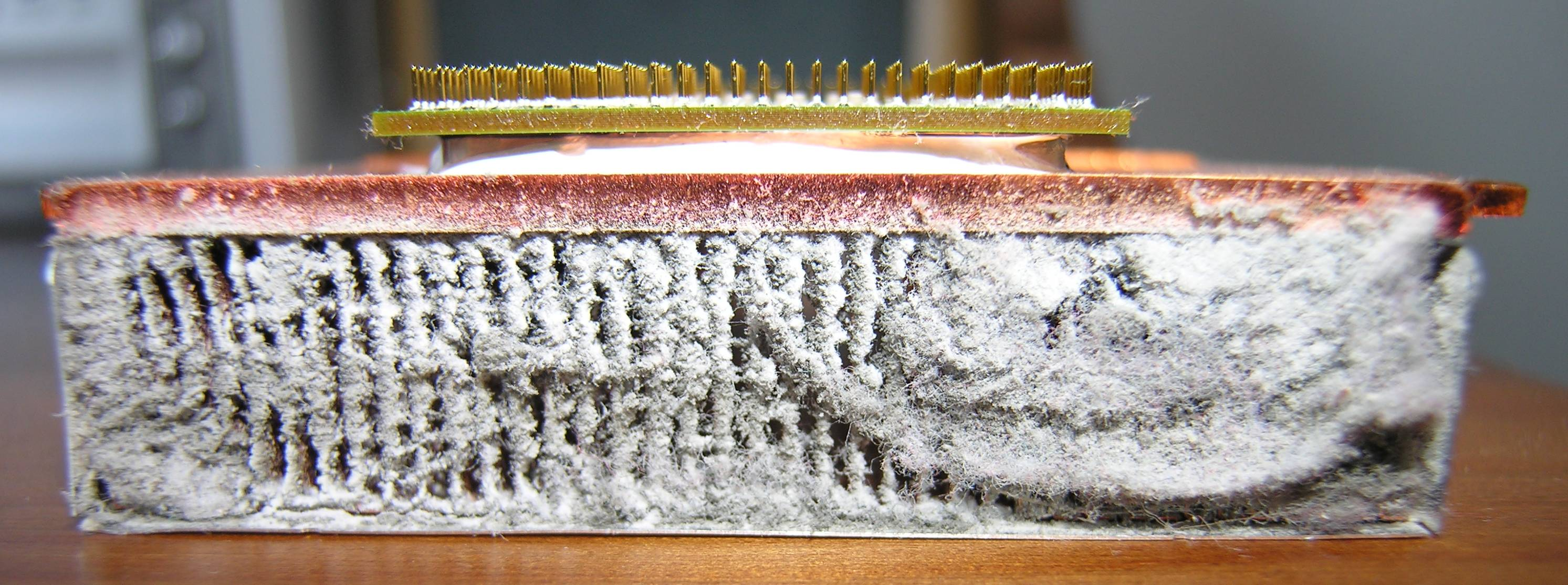
Tras únicamente 3 años de uso el polvo ha bloqueado el disipador de esta computadora portátil, no puede ser usada, ya que puede prenderse en llamas.

Polvo es un nombre genérico para las partículas sólidas con un diámetro menor a los 300 micrómetros (alternativamente, ver polvos, arena o gránulos) y, en forma más general, materia fina. En la Tierra, el polvo que se encuentra en la atmósfera terrestre proviene de varias fuentes; por ejemplo, polvo del suelo levantado por el viento, erupciones volcánicas, incendios y polución. El polvo disperso en el aire es considerado un aerosol y puede tener efectos sobre las propiedades y comportamiento de la atmósfera frente a la radiación solar y efectos significativos en el clima.
El polvo es responsable de enfermedades del pulmón, como la neumoconiosis, que incluye la enfermedad del pulmón negro, que se presenta entre los mineros del carbón. Estos riesgos han determinado la adopción de un número de leyes que regulan las condiciones ambientales en los lugares de trabajo.

## Polvo doméstico

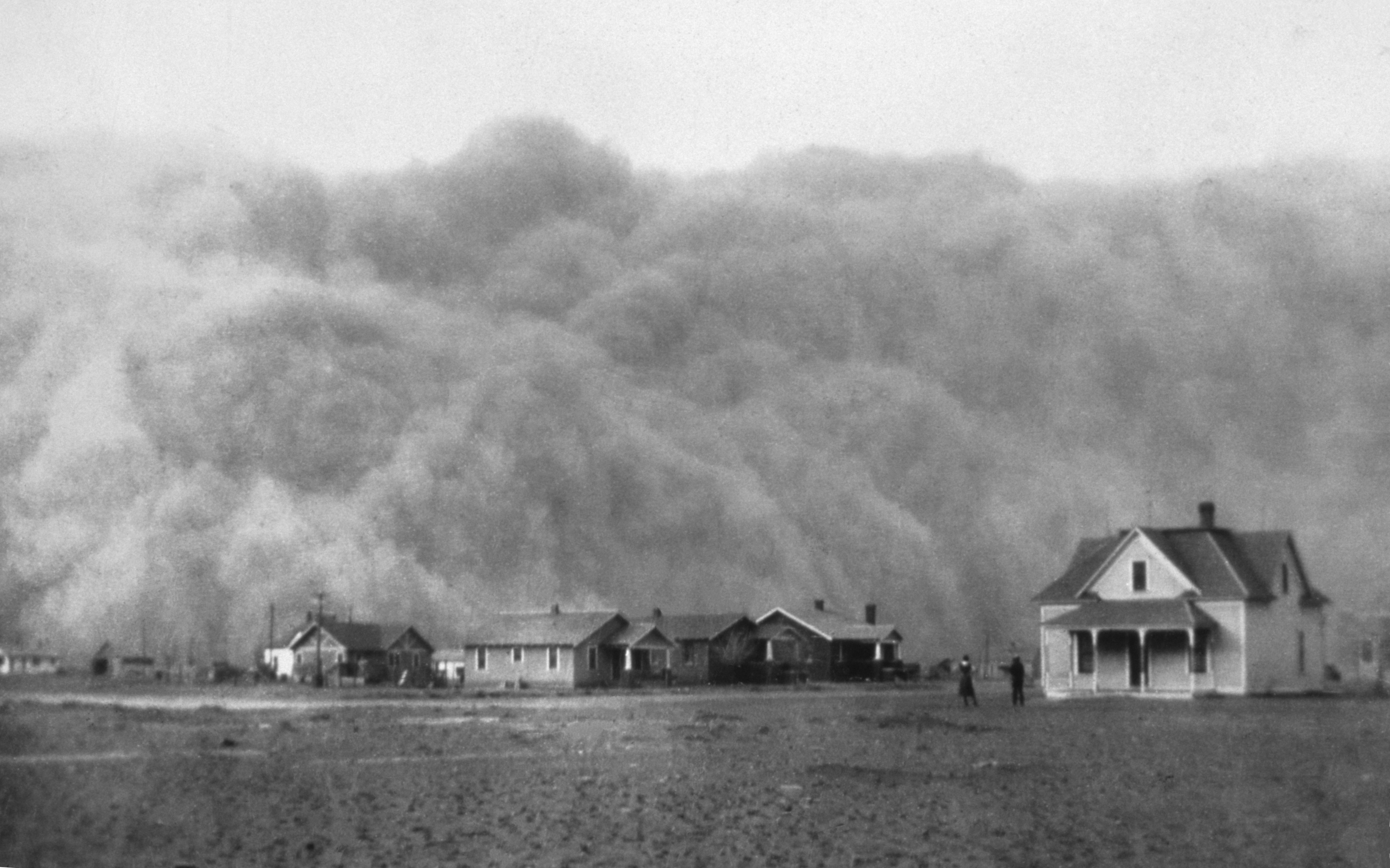
Una tormenta de polvo en el año 1935, en Stratford (Texas), Estados Unidos.

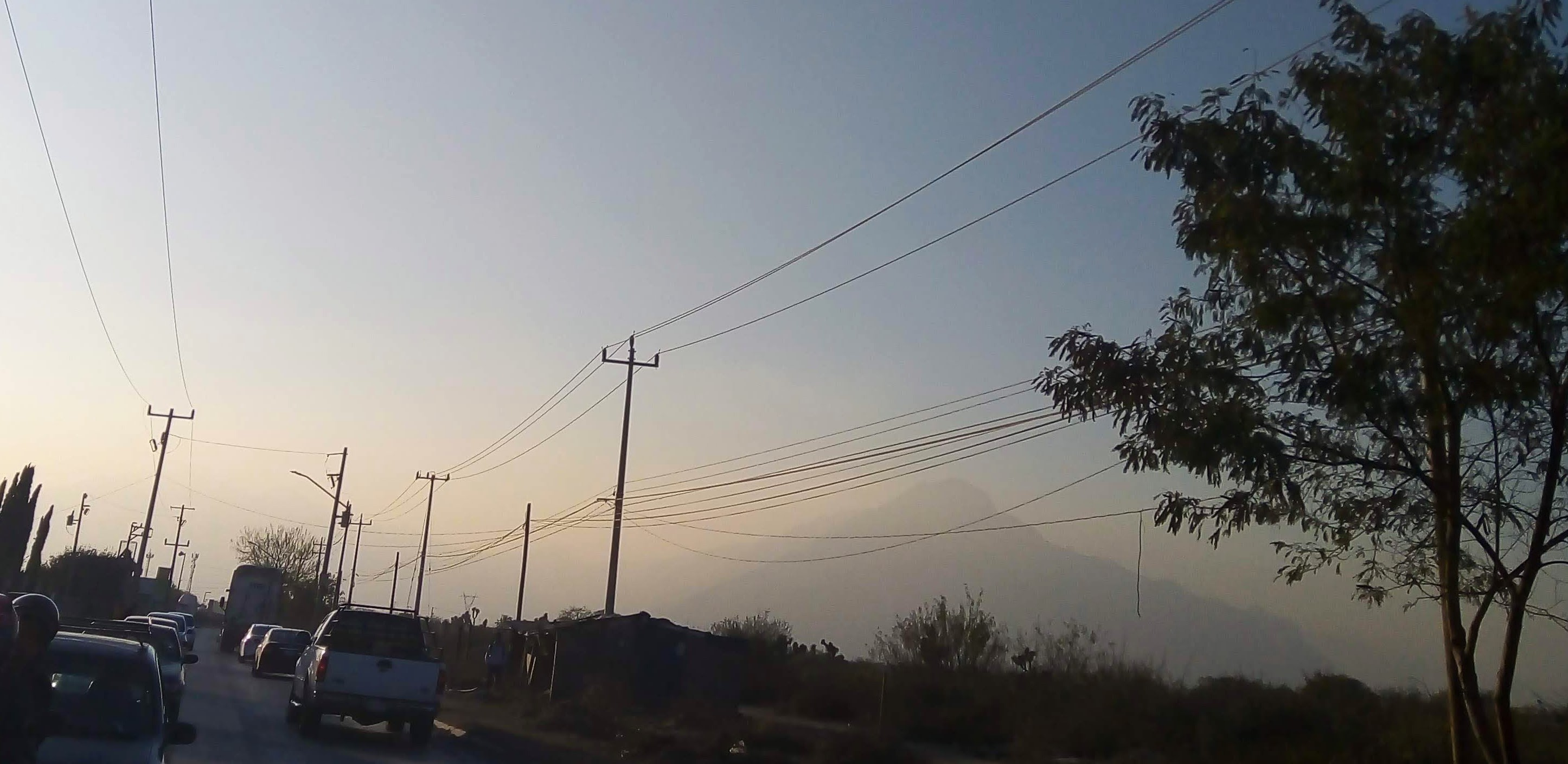
Polvo cerca de una montaña

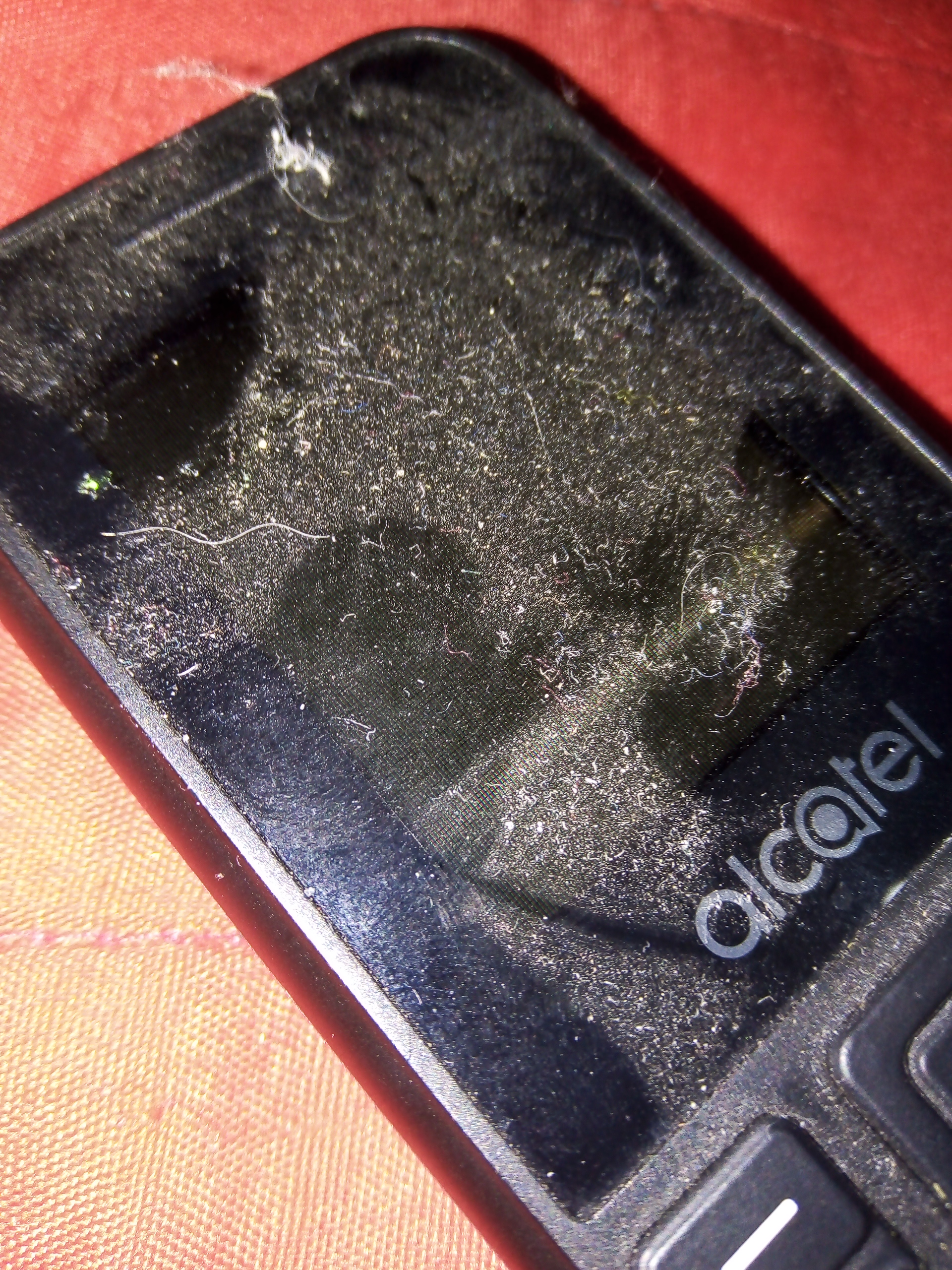
Acumulación de polvo doméstico en un teléfono.

Los insectos y otra fauna menor que habita en las casas poseen una serie de interacciones sutiles con el polvo, lo cual puede afectar la salud de los habitantes de la casa. Por ello, es recomendable mantener una cierta circulación de aire, manteniendo las ventanas o puertas parcialmente abiertas. Una vez en el exterior, las partículas de polvo son llevadas por las brisas o desintegradas por la luz solar. En climas fríos, es esencial controlar la presencia de polvo regulando la circulación de aire, dado que, por lo inclemente del clima, se suelen sellar las viviendas con sumo cuidado, con lo cual se evita el ingreso de aire fresco, lo que permitiría la posibilidad de renovar el aire.
Los ácaros del polvo doméstico se encuentran en todas las superficies e incluso suspendidos en el aire. Los ácaros del polvo se alimentan de pequeñas partículas de materia orgánica, que son precisamente el principal constituyente del polvo doméstico. Excretan enzimas para digerir las partículas de polvo; estas enzimas y sus heces, a su vez, forman parte del polvo doméstico y pueden provocar reacciones alérgicas en los seres humanos (sobre todo rinitis alérgica o asma). Los ácaros del polvo se desarrollan con preferencia en las fibras de los acolchados, muebles y alfombras. El polvo doméstico puede ser eliminado con varios métodos: barriendo o sacudiendo con un trozo de tela, esponja, plumero o escobillón, o por medio de succión con una aspiradora o con un filtro de aire. En principio, el dispositivo que se use retendrá el polvo; sin embargo, parte del mismo puede ser puesto en suspensión en el aire con la propia actividad de limpieza (las partículas que forman el polvo doméstico pueden entrar fácilmente en suspensión) y alcanzar los pulmones de la persona que realiza esta actividad, aumentando el riesgo. Por ello, es preciso tener precaución al limpiar el polvo: es preferible juntarlo o rechazarlo aplicando algún tipo de carga eléctrica (electrostática).

## Polvo en el espacio exterior
Existen grandes cantidades de polvo cósmico en el espacio, donde las nubes de gas y polvo son los principales precursores de los sistemas planetarios. La luz zodiacal, que se observa en el cielo en una noche oscura, es producida por la luz solar que se refleja en partículas de polvo que orbitan alrededor del Sol, las cuales aceleran su movimiento a valores elevados de radiación solar, fenómeno que ocurre también, aunque no es muy frecuente,  en el polvo de la atmósfera terrestre. Las colas de los cometas son producidas por la emisión de polvo y gas ionizado desde el cuerpo del cometa impulsado a su vez por los choques a alta velocidad de estas partículas cargadas de energía solar. El polvo también cubre los cuerpos planetarios sólidos, y en Marte pueden tener lugar grandes tormentas de polvo que llegan a cubrir todo el planeta. El polvo interestelar se encuentra entre las estrellas, y altas concentraciones del mismo pueden producir nebulosas difusas y nebulosas de reflexión.
Muestras de polvo recogidas en el espacio exterior pueden proveer información valiosa sobre las condiciones iniciales en el Sistema Solar. Varias naves espaciales han sido lanzadas con la misión de recolectar muestras de polvo y otros materiales. Entre ellas se cuentan Stardust, la cual voló en proximidades del cometa Wild 2 en 2004 y regresó con una cápsula con restos del cometa en enero de 2006. La nave japonesa Hayabusa cumple actualmente una misión para recoger muestras de polvo de la superficie de un asteroide.